# Федяйкіно
Федя́йкіно (рос. Федяйкино) — присілок у складі Грязовецького району Вологодської області, Росія. Входить до складу Ком'янського сільського поселення.

## Населення
Населення — 5 осіб (2010; 9 у 2002).
Національний склад (станом на 2002 рік):
- росіяни — 100 %

## Персоналії
У присілку народились Герої Соціалістичної Праці:
- Шевельов Олександр Іванович (1919-1996)
- Шевельов Федір Андрійович (1896-1968)